# Erimystax
Erimystax é um género de peixe actinopterígeo da família Cyprinidae.
Este género contém as seguintes espécies:
- Erimystax cahni (C. L. Hubbs & Crowe, 1956)
- Erimystax dissimilis (Kirtland, 1840)
- Erimystax harryi (C. L. Hubbs & Crowe, 1956)
- Erimystax insignis (C. L. Hubbs & Crowe, 1956)
- Erimystax x-punctatus (C. L. Hubbs & Crowe, 1956)